# Les Signes du Zodiaque

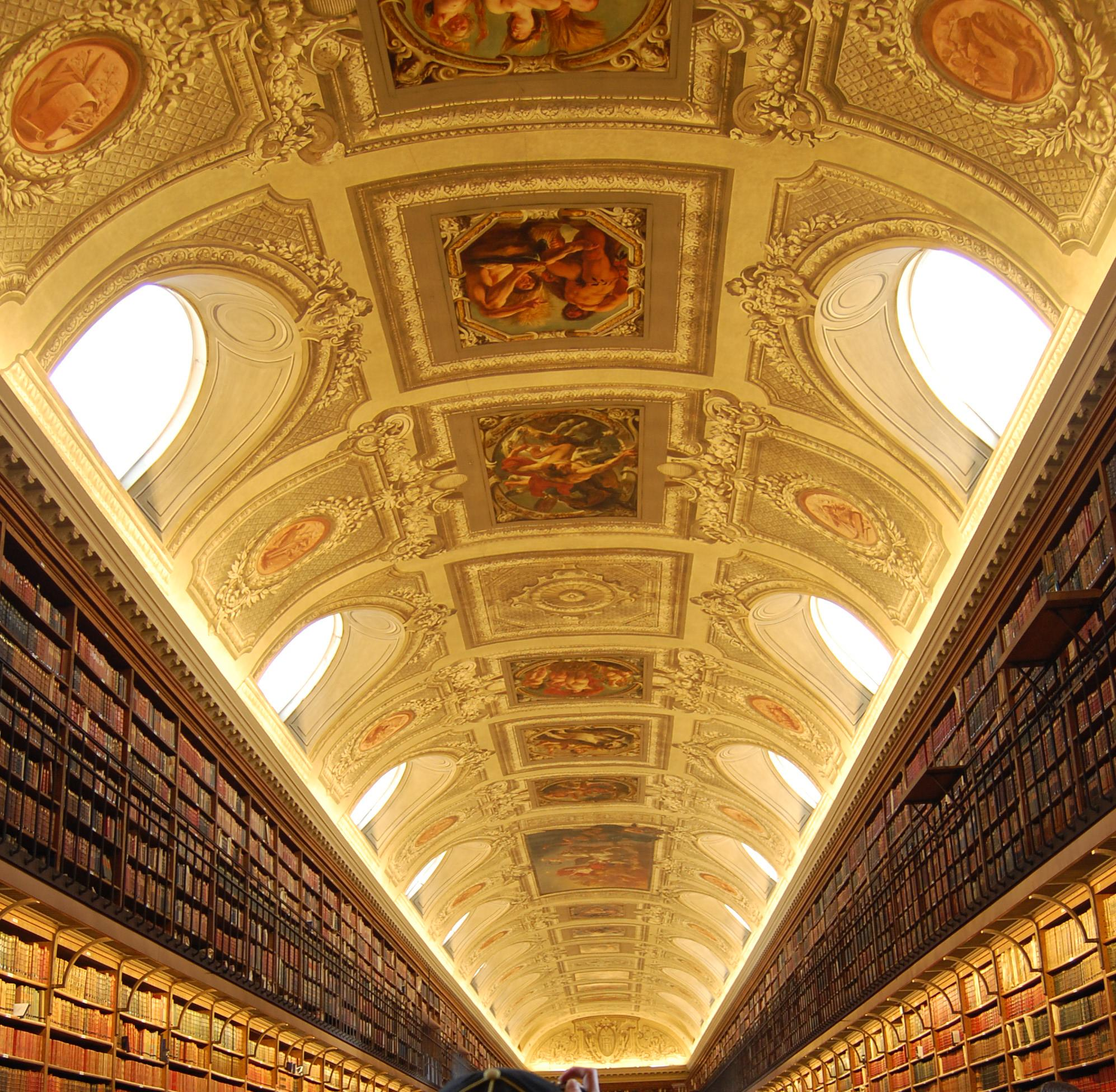
Galerie Est du Palais du Luxembourg occupée par l'annexe de la bibliothèque : Les Signes du zodiaque sont visibles, avec au premier plan le signe de la Vierge.

Les Signes du Zodiaque sont une série de douze toiles représentant de manière allégorique chacun des signes du zodiaque. Peinte vers 1640 par Jacob Jordaens pour son hôtel particulier d'Anvers, la série est achetée en 1802 par le Sénat français pour orner le plafond d'une salle du palais du Luxembourg, actuellement occupée par l'annexe de la bibliothèque du Sénat.

## Histoire

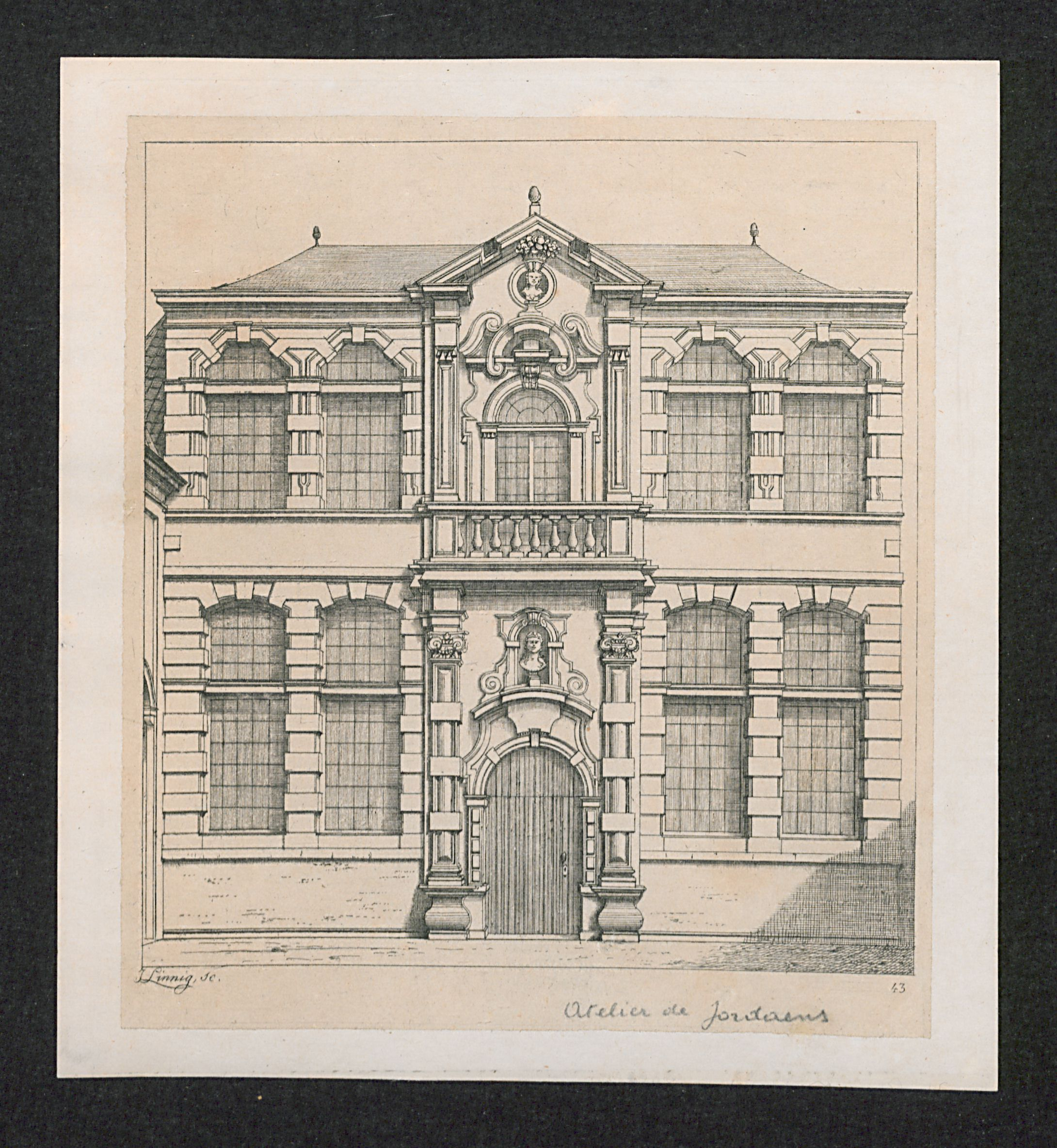
Atelier de Jordaens où les peintures étaient installées avant d'être achetées par le Sénat français.

Jacob Jordaens peint cette série vers 1640 pour son luxueux hôtel particulier d'Anvers, où elle ornait deux pièces situées à l'arrière.

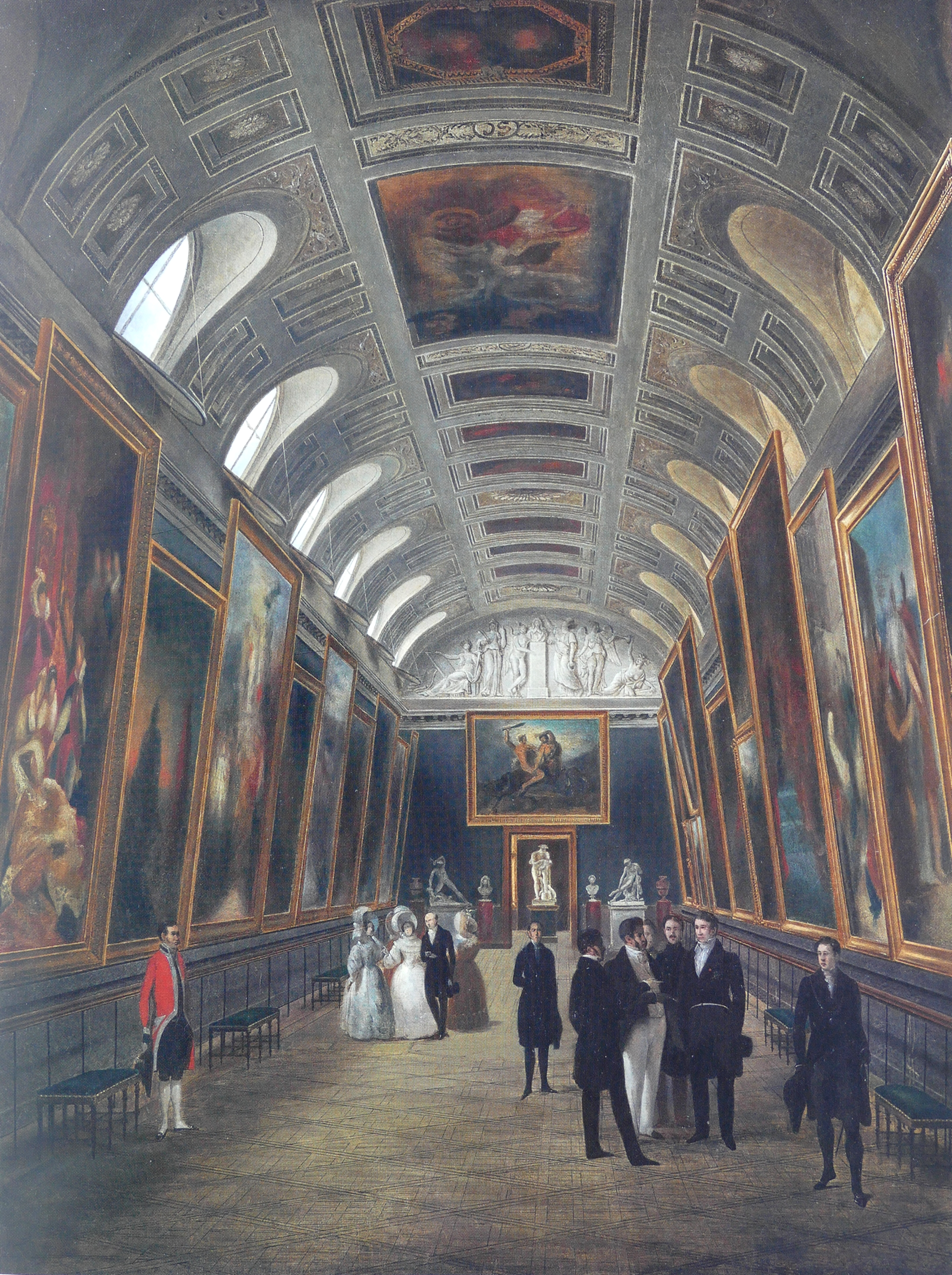
Galerie Est du Palais du Luxembourg occupée par le musée du Luxembourg, visité par Louis-Philippe et Marie-Amélie en 1838, dans un tableau d'Auguste-Jean-Simon Roux : on distingue Les Signes du zodiaque.

La série de peintures est achetée en 1802 par le Sénat français pour orner le plafond de la galerie Est du palais du Luxembourg. Cette salle est à l'époque occupée par le musée du Luxembourg, et actuellement par l'annexe de la bibliothèque du Sénat.
Dans le contexte de la Révolution française, les tableaux sont disposés en commençant l'année non pas par le Bélier, comme il est d'usage en astrologie occidentale, mais par la Balance, soit fin septembre, pour correspondre au calendrier républicain.
Pour compléter la galerie, un treizième tableau, L'Aurore, peint par Antoine-François Callet, est placé au centre des douze signes, entre les Poissons et le Bélier. Une étude pour ce tableau, utilisant la technique du pastel, est conservée au musée Antoine-Lécuyer de Saint-Quentin.
Les Signes du Zodiaque ont fait l'objet de restaurations en 1857, 1904, 1948, 1980, 2011 et 2024.

## Description et signification
Les tableaux représentent les signes du zodiaque par des allusions à la mythologie gréco-romaine, :

### Balance(septembre)
Une femme couronnée de fruits tient d'une main une corne d'abondance remplie de raisins, représentant le mois des vendanges ; et de l'autre une balance, représentant l'équinoxe d'automne qui ramène l'égalité entre le jour et la nuit.

### Scorpion(octobre)
Au cours d'une bacchanale, un jeune Satyre porte sur ses épaules le vieux Silène ivre et tenant une grappe de raisin ; ils sont tous deux couronnés de pampres. Une Bacchante les suit en jouant du tambour de basque.
La bacchanale symbolise le fait que durant ce mois, les vignerons se réjouissent et goûtent les fruits récoltés lors de la vendange.
Le scorpion, que l'on voit dans la bordure, fait allusion à la malignité des maladies qui se propagent durant ce mois, en raison des vents humides.

### Sagittaire(novembre)
Le Centaure Nessus enlève Déjanire, femme d'Hercule, et traverse le fleuve Évene.
Le Centaure armé de flèches indique que ce mois, où la terre est couverte de frimas, est favorable à la chasse.

### Capricorne(décembre)
La nymphe Adrastea trait la chèvre Amalthée, pour donner du lait à Jupiter enfant : on le voit près d'elle ; il tient une coupe.
La chèvre semble faire allusion au soleil, qui durant ce mois parait toujours monter, tout comme la chèvre sauvage gravit les rochers escarpés.

### Verseau(janvier)
Un jeune homme, au milieu des nuages, verse de l'eau sur la terre : il symbolise la saison des pluies.

### Poissons(février)
Vénus anadyomène, et Cupidon armé de son arc, portés par des dauphins, se promènent sur les eaux que les vents agitent avec violence. Ils tentent de retenir les légères draperies qui les couvrent.
L'agitation de la mer et les poissons indiquent que ce mois est celui des grands vents et de la pêche.

### Bélier(mars)
Mars, tenant d'une main son épée, de l'autre secouant le flambeau de la guerre, descend du haut des rochers : un berger est près de lui qui joue de la cithare ; un bélier le suit.
Mars, dieu de la guerre, indique que ce mois est celui où les armées se mettent en campagne ; le berger et le bélier signifient que le retour du printemps fait sortir les troupeaux des bergeries.

### Taureau(avril)
Jupiter, sous la forme d'un taureau, la tête couronnée de fleurs, enlève la nymphe Europe.
Le taureau marque la force que le soleil acquiert dans ce mois, et dont la chaleur fait fleurir les arbres et les plantes ; premières espérances que donnent les travaux rustiques, dont le taureau est le symbole.

### Gémeaux(mai)
Deux enfants conduisent un char ; Vénus y est debout ; son voile flotte au gré des zéphyrs : Cupidon, tenant une flèche, s'appuie sur sa mère ; un des enfants attelés au char répand sur la terre des fleurs.
L'Amour et Vénus indiquent que dans cette saison toute la nature leur est soumise ; les deux enfants représentent Castor et Pollux, qui, suivant le mythe, furent changés en la constellation des Gémeaux.
Lorsque le soleil entre dans ce signe la chaleur redouble, les jours augmentent, l'herbe des prairies prend tout son accroissement.

### Cancer(juin)
Phaéton, à qui son père Hélios, dieu du Soleil, avait confié son char, s'étant trop approché de la terre, la brûla et y causa de terribles ravages ; Jupiter, pour y mettre fin, le foudroya, et le précipita dans l'Éridan. On le voit ici au moment de sa chute.
Parvenu au plus haut point de sa course, le soleil entre dans le signe du cancer, puis semble aller comme lui à reculons.

### Lion(juillet)
Hercule, vainqueur du lion de Némée dont il porte la dépouille, se repose sur sa massue : il tient dans sa main les pommes du jardin des Hespérides dont il a fait la conquête. Près de lui est assis un jeune homme qui tient une gerbe de blé.
Le lion et la force herculéenne sont l'emblème de la chaleur. Chez les anciens le lion, habitant des climats chauds, était en effet consacré à Vulcain, dieu du feu.
Le jeune homme tenant une gerbe de blé indique que les moissons sont achevées.

### Vierge(août)
Cérès, la tête couronnée d'épis, tenant d'une main une faucille et de l'autre une gerbe de blé, est assise sur son char traîné par des serpents : le jeune Triptolème, inventeur de la charrue, est à ses côtés ; il tient le flambeau dont Cérès s'éclairait pendant la nuit pour chercher Proserpine sa fille que Pluton lui avait enlevée.
Cérès, déesse des moissons, bienfaitrice de la terre, après y avoir répandu tous ses dons et avoir ainsi rempli le cercle de l'année, remonte vers l'Olympe.